# بای د ابو

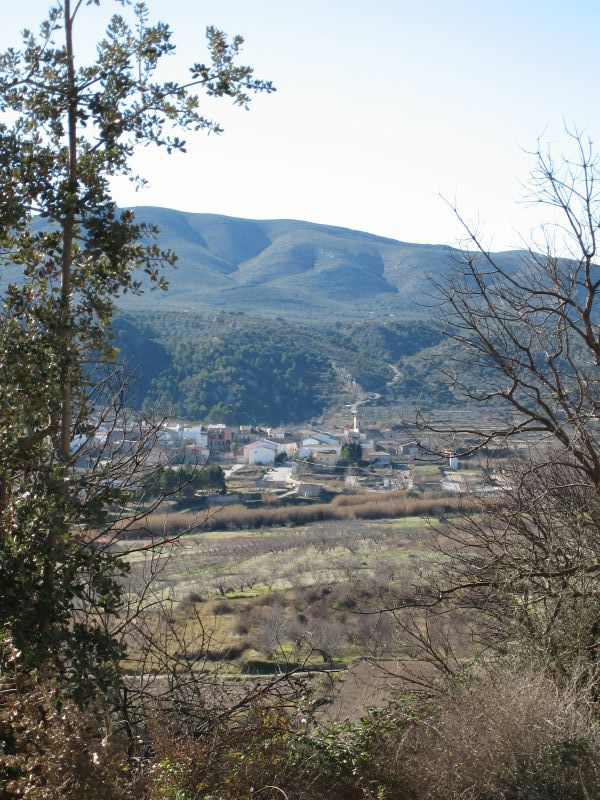
نمایی از بای د ابو، دهستانی در استان آلیکانتهٔ اسپانیا - ۲۰۰۶

بای د ابو دهستانی در استان آلیکانتهٔ اسپانیا است.
در این دهستان ۳۰۹ نفر زندگی می‌کنند. مساحت این دهستان ۳۲٫۵۰ کیلومتر مربع است.